# Dasanakoppa, Dharwad
Dasanakoppa là một làng thuộc tehsil Dharwad, huyện Dharwad, bang Karnataka, Ấn Độ.